# Santa Lúcia (São Paulo)
Pour les articles homonymes, voir Santa Lúcia.
Santa Lúcia est une municipalité brésilienne de l'État de São Paulo et la Microrégion d'Araraquara.